# 皮埃尔·奥韦尔内之死
皮埃尔·奥韦尔内（法語：Pierre Overney，1948年－1972年2月25日）是法国工人和毛派政治活动家。他死于一名保安让-安托万·特拉莫尼（Jean-Antoine Tramoni）的枪击。这引发了一系列事件。

## 死亡
皮埃尔·奥韦尔内是雷诺汽车工厂的一名工人。1972年2月25日，被解雇的他和其他活动分子在工人们出入大门时向他们散发小册子。皮埃尔与保安人员让-安托万·特拉莫尼发生了争执。特拉莫尼拔出枪，向皮埃尔开枪。
皮埃尔·奥韦尔内的葬礼有200,000人参加， 包括让-保罗·萨特和米歇尔·福柯。

## 反应
3月1日，为回应这起谋杀案，一群活动分子在雷诺车厂点燃了汽车。
3月8日，毛派组织Nouvelle Résistance Populaire绑架了Robert Nogrette。
对特拉莫尼的审判始于1973年1月。法院判处他四年监禁。他在1977年3月23日从监狱释放后，特拉莫尼被毛派武装团体人民自治武装核心杀死。
法国歌手Dominique Grange 为皮埃尔·奥韦尔内献上了一首名为《Pierrot esttombé》的歌曲。  

## 参看
- 毛主义-自发主义
- 无产阶级左翼